# Andrés Reyes (futbolista)
Andrés Esteban Reyes Santibáñez (Santiago, Chile, 26 de septiembre de 1987) es un futbolista chileno. Juega como Defensa y actualmente milita en Iberia de los Ángeles, equipo de la Segunda División Profesional de Chile.

## Clubes
| Club       | País  | Periodo   |
| ---------- | ----- | --------- |
| Magallanes | Chile | 2006-2012 |
| Ñublense   | Chile | 2013-2015 |
| Rangers    | Chile | 2015-2016 |
| Magallanes | Chile | 2016-2021 |

## Palmarés

### Campeonatos nacionales
| Título           | Club       | País  | Año  |
| ---------------- | ---------- | ----- | ---- |
| Tercera División | Magallanes | Chile | 2010 |